# Carlo Sbordone
Carlo Sbordone (Napoli, 23 novembre 1948) è un matematico italiano.

## Biografia
Consegue la laurea in matematica nel 1970 presso l'Università degli Studi di Napoli Federico II, dove attualmente è professore emerito di Analisi matematica. È socio dell'Accademia Nazionale dei Lincei e presidente dell'Accademia Pontaniana. 

## Attività scientifica
Le ricerche di Carlo Sbordone riguardano principalmente il settore del Calcolo delle variazioni, con particolare enfasi sui metodi di asintotici di rappresentazione e approssimazione di funzionali integrali, sulla teoria delle mappe quasiconformi e la loro applicazioni ai problemi di regolarizzazione per le equazioni alle derivate parziali.
Sbordone ha fondato a Napoli una scuola di Analisi Matematica che annovera tra i suoi membri matematici del prestigio di Nicola Fusco, e che prosegue e rinnova, nelle tematiche di ricerca trattate - regolarità per equazioni a derivate parziali, mappe quasiconformi, teoria geometrica della misura - e nella visibilità internazionale acquisita, la tradizione delle ricerche classiche intraprese da Renato Caccioppoli.
L'attività scientifica di Carlo Sbordone è stata premiata con vari riconoscimenti. Sbordone è socio corrispondente dell'Accademia dei Lincei per la Classe di Scienze Fisiche. È anche membro eletto, per il triennio 2012-2015, della Commissione Scientifica dell'UMI, di cui è stato presidente dal 2000 al 2006. Nel 2000 gli è stata conferita la Medaglia per la Matematica dell'Accademia Nazionale delle Scienze detta dei XL, mentre nel 2002 ha vinto il premio degli Annales Institut H. Poincarè. Nel 2009 gli è stato conferito il Premio "Guido Dorso" per la cultura. 
Tra i suoi coautori figurano matematici quali Haïm Brezis, Gianni Dal Maso (Premio Caccioppoli 1990), Nicola Fusco (Premio Caccioppoli 1994), Tadeusz Iwaniec, Pierre-Louis Lions (Medaglia Fields 1994), Paolo Marcellini.

## Principali risultati
In una prima fase della sua carriera Carlo Sbordone si è occupato di tematiche riguardanti l'approssimazione asintotica di funzionali integrali del Calcolo delle Variazioni, nell'ambito della teoria della Gamma convergenza fondata da Ennio De Giorgi. Tali ricerche sono culminate in una serie di risultati che per un verso hanno permesso di ottenere i primi casi di famosi teoremi di regolarità delle soluzioni - si veda il teorema di maggiore integrabilità dei minimi provato con Attouch - e che per altri hanno permesso di stabilire con Paolo Marcellini i primi risultati generali di esistenza dei minimi per funzionali integrali vettoriali.
In una seconda fase, gli interessi di Sbordone si sono concentrati sulle proprietà qualitative delle soluzioni di problemi variazionali attraverso anche l'analisi delle proprietà geometriche delle mappe quasiconformi. Si segnalano in questa direzione un notevole teorema di maggiore integrabilità per minimi di funzionali a crescita generale ottenuto con Nicola Fusco e la serie di lavori in collaborazione con Tadeusz Iwaniec. In particolare, in un lavoro con Iwaniec del 1994 viene data una dimostrazione sintetica della rigidità della decomposizione di Hodge per perturbazioni di tipo potenza, che trova poi importanti applicazioni nella regolarità delle cosiddette soluzioni molto deboli di equazioni ellittiche; nel 2001, sempre in collaborazione con Iwaniec, viene introdotta la nozione di campo quasiarmonico, che permette di dare un quadro unificato ad una serie di risultati di regolarità in teoria geometrica delle funzioni ed equazioni a derivate parziali. Tale teoria ha valso agli autori il premio degli Annales de l'Institut Henri Poincaré per l'anno 2002.

## Opere
- Analisi Matematica Uno, Liguori Editore Napoli 1998 (con Paolo Marcellini), ISBN 88-207-2819-2
- Analisi Matematica Due, Liguori Editore Napoli 1996 (con Nicola Fusco e Paolo Marcellini), ISBN 978-88-207-2675-1
- Elementi di Analisi Matematica Due, Liguori Editore Napoli 2001 (con Nicola Fusco e Paolo Marcellini, ISBN 978-88-207-3137-3